# Muscoline
Muscoline je italská obec v provincii Brescia v oblasti Lombardie. Žije zde přibližně 2 700 obyvatel.

## Geografie

### Sousední obce
| Růžice kompasu |                         | Gavardo   |                      | Růžice kompasu |
| Růžice kompasu | Prevalle                | Sever     | Puegnago del Garda   | Růžice kompasu |
| Růžice kompasu | Prevalle                | Muscoline | Puegnago del Garda   | Růžice kompasu |
| Růžice kompasu | Prevalle                | Jih       | Puegnago del Garda   | Růžice kompasu |
| Růžice kompasu | Calvagese della Riviera |           | Polpenazze del Garda | Růžice kompasu |

## Vývoj počtu obyvatel
Zdroj: